# Khoma
Khoma (vormals Koma) ist eine im Jahr 2002 gegründete Progressive-/Post-Rock-Band aus Umeå, Schweden.

## Geschichte
Die drei Gründungsmitglieder Jan Jämte (Gesang), Johannes Persson (Gitarre) und Fredrik Kihlberg (Gesang, Klavier) trafen sich in den Neunzigern in der schwedischen Hardcoremetropole Umeå, die z. B. International Noise Conspiracy, Meshuggah, früher auch Refused beheimatet, auf dem College.
Nach einigen Jahren Jammen begannen sie 2002, ernsthaft an ihrer Musik zu arbeiten und schließlich eine EP aufzunehmen, die nach zwei weiteren Jahren limitiert veröffentlicht wurde.
Die mit zaghaften 1000 Exemplaren angelegte Auflage von Tsunami hatte trotz der unkonventionellen Symbiose aus Progressive Metal, derben Rock-Riffs und dem mit den neueren Mogwai vergleichbarem Post-Rock Erfolg und wurde danach erneut mit einer Auflage von 1000 CDs wiederveröffentlicht.
Da alle Mitglieder der Band in verschiedenen anderen Projekten eingespannt sind (u. a. Cult of Luna, The Perishers), ging auch nach dem motivierenden ersten Erfolg der Fortgang der Band nur schleppend voran. Das zweite Album, das neben derben Metalriffs auch Balladen enthält und überhaupt textlastiger ausgefallen ist, kam trotz viel Material und Energie erst 2006 unter dem Major-Label Roadrunner Records auf den Markt und fand neben Schweden und Großbritannien auch in Deutschland Käufer und Fürsprache bei den Kritikern.

## Idealismus
Nicht nur in den Lyrics äußert sich die Band gesellschaftskritisch, alle drei Mitglieder äußern liberale, feministische, anarchistische und sozialistische Ansätze und treten dafür in verschiedenen Organisationen ein. Großen Stellenwert in ihrem Engagement nimmt dabei auch ein distanzierter Blickwinkel bezüglich der Medienpräsenz ein, die sie teilweise scharf für Überzogenheit und Unausgewogenheit kritisieren, aber auch die Vorteile respektieren.
Zu ihren Einstellungen sind keine klaren Statements veröffentlicht, jedoch gaben sie auf ihrer Homepage eine ausführliche und kommentierte Liste zu den einzelnen Themen an.

## Diskografie
- 2004: Tsunami
- 2006: The Second Wave
- 2010: A Final Storm
- 2012: All Erodes